# Adrian Quist
Adrian Karl Quist (Medindie, 23 januari 1913 - Sydney, 17 November 1991) was een tennisspeler uit Australië. 
Quist behaalde zijn grootste successen op de Australische tenniskampioenschappen, waar hij driemaal het enkelspel won en tienmaal op rij het dubbelspel. 
In 1938 won hij het toernooi van Los Angeles, en tweemaal het toernooi van Sydney.
Met het winnen van de US tenniskampioenschap 1939 werd hij de eerste speler die alle vier de grandslamtoernooien had gewonnen in het mannendubbelspel. Tijdens de finale van de International Lawn Tennis Challenge 1939 kwam Quist met de Australische ploeg terug van een 2-0 achterstand in wedstrijden. 
In 1984 werd hij opgenomen in de internationale Tennis Hall of Fame.

## Resultaten grandslamtoernooien
| Legenda | Legenda                          |
| ------- | -------------------------------- |
| g.t.    | geen toernooi gehouden           |
| l.c.    | lagere categorie                 |
| –       | niet deelgenomen                 |
| G       | uitgeschakeld in de groepsfase   |
| 1R      | uitgeschakeld in de eerste ronde |
| 2R      | uitgeschakeld in de tweede ronde |
| 3R      | uitgeschakeld in de derde ronde  |
| 4R      | uitgeschakeld in de vierde ronde |
| KF      | uitgeschakeld in de kwartfinale  |
| HF      | uitgeschakeld in de halve finale |
| F       | de finale verloren               |
| W       | het toernooi gewonnen            |
| w-v     | winst/verlies-balans             |

### Enkelspel
| Toernooi        | 1930 | 1931 | 1932 | 1933 | 1934 | 1935 | 1936 | 1937 | 1938 | 1939 | 1940 |    | 1946 | 1947 | 1948 | 1949 | 1950 | 1951 | 1952 | 1953 | 1954 | 1955 |
| --------------- | ---- | ---- | ---- | ---- | ---- | ---- | ---- | ---- | ---- | ---- | ---- | -- | ---- | ---- | ---- | ---- | ---- | ---- | ---- | ---- | ---- | ---- |
| Australian Open | 1R   | 2R   | 3R   | KF   | HF   | HF   | W    | KF   | HF   | F    | W    | HF | KF   | W    | KF   | –    | KF   | 3R   | 2R   | –    | –    |      |
| Roland Garros   | –    | –    | –    | 2R   | 3R   | 4R   | –    | –    | –    | –    | –    | –  | –    | –    | –    | 3R   | –    | –    | –    | –    | –    |      |
| Wimbledon       | –    | –    | –    | 2R   | 4R   | 3R   | KF   | –    | –    | –    | –    | –  | –    | –    | –    | 4R   | –    | –    | –    | –    | 3R   |      |
| US Open         | –    | –    | –    | KF   | –    | –    | –    | –    | 4R   | 4R   | –    | –  | –    | 4R   | –    | –    | KF   | 3R   | 2R   | –    | –    |      |

### Dubbelspel
| Toernooi        | 1930 | 1931 | 1932 | 1933 | 1934 | 1935 | 1936 | 1937 | 1938 | 1939 | 1940 |   | 1946 | 1947 | 1948 | 1949 | 1950 | 1951 | 1952 | 1953 | 1954 | 1955 |
| --------------- | ---- | ---- | ---- | ---- | ---- | ---- | ---- | ---- | ---- | ---- | ---- | - | ---- | ---- | ---- | ---- | ---- | ---- | ---- | ---- | ---- | ---- |
| Australian Open | –    | 1R   | 2R   | KF   | F    | HF   | W    | W    | W    | W    | W    | W | W    | W    | W    | W    | F    | ?    | ?    | –    | –    |      |
| Roland Garros   | –    | –    | –    | F    | –    | W    | –    | –    | –    | –    | –    | – | –    | –    | –    | ?    | –    | –    | –    | –    | –    |      |
| Wimbledon       | –    | –    | –    | 3R   | 2R   | W    | 3R   | –    | –    | –    | –    | – | –    | –    | –    | W    | –    | –    | –    | –    | KF   |      |
| US Open         | –    | –    | –    | ?    | –    | –    | –    | –    | F    | W    | –    | – | –    | ?    | –    | –    | ?    | ?    | ?    | –    | –    |      |

### Gemengddubbelspel
| Toernooi        | 1930 | 1931 | 1932 | 1933 | 1934 | 1935 | 1936 | 1937 | 1938 | 1939 | 1940 |   | 1946 | 1947 | 1948 | 1949 | 1950 | 1951 | 1952 | 1953 | 1954 | 1955 |
| --------------- | ---- | ---- | ---- | ---- | ---- | ---- | ---- | ---- | ---- | ---- | ---- | - | ---- | ---- | ---- | ---- | ---- | ---- | ---- | ---- | ---- | ---- |
| Australian Open | –    | –    | –    | –    | –    | –    | –    | –    | –    | –    | –    | – | –    | –    | –    | –    | –    | –    | –    | –    | –    |      |
| Roland Garros   | –    | –    | –    | 2R   | F    | 4R   | –    | –    | –    | –    | –    | – | –    | –    | –    | ?    | –    | –    | –    | –    | –    |      |
| Wimbledon       | –    | –    | –    | 3R   | 2R   | HF   | –    | –    | –    | –    | –    | – | –    | –    | –    | KF   | –    | –    | –    | –    | 3R   |      |
| US Open         | –    | –    | –    | ?    | –    | –    | –    | –    | ?    | ?    | –    | – | –    | –    | –    | –    | ?    | –    | –    | –    | –    |      |